# Erdevik
Erdevik je vinogradarsko naselje na Fruškoj gori u općini Šid u Srijemskom okrugu u Vojvodini, Srbija.

## Stanovništvo
U naselju Erdevik živi 	3.316 stanovnika, od toga 2.689 punoljetnih stanovnika, a prosječna starost stanovništva iznosi 42,3 godina (40,0 kod muškaraca i 44,6 kod žena). U naselju ima 1224 domaćinstava, a prosječan broj članova po domaćinstvu je 2,71.
| Etnički sastav 2002. |            |        |
| Narod                | Stanovnika | %      |
| Srbi                 | 2.007      | 60,52% |
| Slovaci              | 846        | 25,51% |
| Hrvati               | 134        | 4,04%  |
| Mađari               | 95         | 2,86%  |
| Jugoslaveni          | 75         | 2,26%  |
| Rusini               | 23         | 0,69%  |
| Crnogorci            | 5          | 0,15%  |
| Makedonci            | 3          | 0,09%  |
| Slovenci             | 2          | 0,06%  |
| Muslimani            | 2          | 0,06%  |
| ostali               | 4          | 0,12%  |
| nepoznato            | 78         | 2,35%  |

| broj stanovnika | 3863  | 4076  | 4499  | 4177  | 3758  | 3427  | 3316  |
|                 | 1948. | 1953. | 1961. | 1971. | 1981. | 1991. | 2002. |

## Spomenici i znamenitosti
Katolička župna crkva svetoga Mihaela podignutaje 1889. – 1890. prema projektima Hermana Bolléa kao jednobrodna jednotoranjska neogotička građevina. Jedna je od najvećih župnih crkava podignutih u Đakovačkoj biskupiji u vremenu biskupovanja Josipa Jurja Strossmayera.

## Vanjske poveznice
- Položaj, vrijeme i udaljenosti naselja  Arhivirana inačica izvorne stranice od 24. travnja 2009. (Wayback Machine)